# Satu Mare (župa)
Satu Mare (maďarsky Szatmár) je župa v severozápadní části Rumunska, v Sedmihradsku. Jejím hlavním městem je Satu Mare. Je součástí karpatského euroregionu.

## Charakter župy
Župa hraničí na západě s Maďarskem, na severu s Ukrajinou, na jihu s župami Bihor a Sălaj a na východě s župou Maramureș. Její území je většinou nížinné a zemědělsky využívané, jen na východě a jihu vystupuje mírná pahorkatina. Největší a nejvýznamnější řekou tu je Someș, vytkékající ze Sedmihradska do Tisy v Maďarsku. V průmyslu převažuje textilní, potravinářský (zpracovávání plodin z Pannonské nížiny) a dřevařský. Oblast má vzhledem k svému pohraničnímu postavení velký význam, a zažívá příliv zahraničních investic. Do roku 1938 hraničila na severu i s Československem.

## Města
- Satu Mare (hlavní město)
- Carei
- Negrești-Oaș
- Tășnad